# Ponte Caldelas

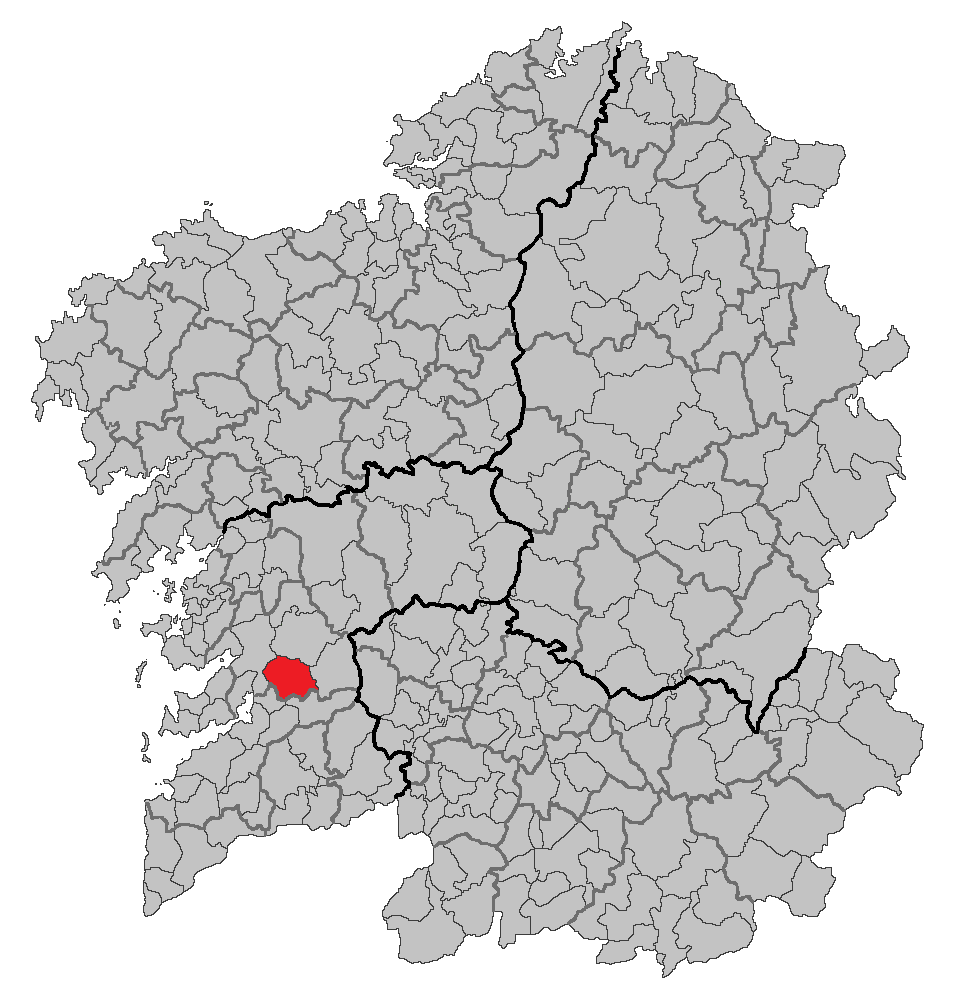
Localização de Ponte Caldelas

Ponte Caldelas (em espanhol, Puentecaldelas) é um município da Espanha na província de Pontevedra, comunidade autónoma de Galiza, de área 87 km² com população de 6513 habitantes (2004) e densidade populacional de 73,31 hab/km².

## História
O conselho da cidade de Ponte Caldelas recebeu certamente seu nome da ponte velha sobre o Rio Verdugo e de suas águas termais sulfuroso-sódicas.
Acredita-se que quando os romanos melhoraram Pontevedra, eles o fizeram também em Ponte Caldelas.
A vila foi patrimônio da Catedral de Santiago de Compostela, dando-lhe Diego Gelmírez privilégios e isenções de impostos. 
Conta a tradição que a rainha Lupa (ou Loba), que perseguiu os discípulos do Apóstolo Santiago, era natural desta vila ou residiu nela.
Em 1126, o Rei Afonso VII de Leão e Castela concedeu-lhe  o título de "La Muy Leal" (a muito leal).
Na Guerra da Independência, o general Nicolas Jean de Dieu Soult foi derrotado nas imediações de Ponte Caldelas ao passar com um exército de 20 000 homens, e desde então adicionou-se ao escudo da cidade, que deu forma à ponte do sarmentado, uma cruz em honra das vítimas desta batalha, travada na ponte que lhe deu o nome, em 1809.
No período do pré-constitucional começaram a funcionar os conselhos das cidades de Caldelas, Tourón e Insua.
Já no processo do estabelecimento constitucional dos conselhos da cidade, este território foi integrado no partido judicial de Caldebergazo, ou A Lama, que em 1845 mudaria a sua denominação para Ponte Caldelas. Foi em 1836, dentro do planejamento definitivo para o partido judicial mencionado, quando o conselho de cidade de Caldelas se estabelece. Esta denominação foi modificada por Ponte Caldelas em 1845, coincidindo com a do partido judicial. Inicialmente, ainda que com o mesmo território que hoje, era formada por oito paróquias e, em 1868, a de Caritel foi adicionada, segregada de Santa Eulália de Ponte Caldelas.

## Geografia
Ponte Caldelas apresenta uma morfologia de contrastes topográficos provocados por uma intensa erosão diferencial favorecida pela rede de fraturas tectônicas. As planícies originárias percebem-se nos cumbres suaves dos seus montes, entre os que se destacam: a Serra da Castrelada (663 m), O Couto da Brea (536 m), A Penarada (544 m), O Antón (453 m) e O Taboadelo (432 m). Encaixados entre as serras, os ríos decorrem por vales abruptos e profundos, com pronunciadas pendentes.
A sua rede fluvial organiza-se em torno dos cursos do Verdugo e do Oitavén, alimentados por afluentes curtos, porém de abundante caudal devido às elevadas precipitacões. Entre estes afluentes destaca-se o Calvelle, que se une ao Verdugo antes do seu passo pela capital municipal, onde ao atravessar algumas falhas origina a aparicão de mananciais de águas minerais, bem conhecidas pelas suas propriedades. No rio Oitavén construiu-se a represa de Eirasou encoro de eiras, que abastece de água à área urbana de Vigo, antes de que, já no município de Soutomaior, una as suas águas às do Verdugo, que poucos kilômetros mais adiante desembocará na Ria de Vigo.
O clima pode-se qualificar de transicão, entre o próprio das Rias Baixas e o das terras altas da Serra do Suido. As temperaturas médias no inverno são bastantes baixas (6,7 °C em fevereiro) e as de verão, suaves (17,9 °C de média em agosto), sendo o mais notório as fortes precipitacões (1946 mm anuais) apresentando um máximo de novembro a março, enquanto que a seca estival própria das Rias Baixas, aqui não é muito atenuada. Essa elevada pluviosidade é devida à posição frontal da serra ante o avanço das frentes atlânticas.

## Espaços Naturais
A beleza natural da paisagem de Ponte Caldelas destaca-se, sobretudo, pelo contorno do Rio Verdugo, que atravessa a vila e o município, e à densa arborização em suas margens. Em seu encalce, existem distintos lugares, como "os pasos" na Fraga, e a praia fluvial, na Calzada.
"Os Pasos" eram empregados para atravessar o rio, um caminho antigo entre Ponte Caldelas e A Lama.
No geral, todo o recorrido do Rio Verdugo pode ser apropriado para afeiçoados por excursões e pelo contato com a natureza. Nas margens do Verdugo, saindo do perímetro urbano, encontra-se uma edificação, que foi o antigo balneário.
Também se destaca a Capela do Casteliño e no Cristo Rei, as áreas de recreação no Viveiro de Pazos, ou no Pé da Múa, e a Carvalheira de Caritel.
No entornos assentam-se numerosos moinhos de água, ao longo dos rios e córregos.

## Monumentos
Os primeiros monumentos a que vamos dar atenção são os petróglifos de Tourón.
Destacam-se os motivos  de arte rupestre representados no "Outeiro das Sombriñas".
Como acontece em outros municípios galegos, em Ponte Caldelas destacam-se do ponto de vista monumental as construções de caráter religioso.
Pode-se mencionar a Igreja Paroquial românica de Tourón, datada de finais do século XII, que conserva desta arte a fachada e o prebítero. Em uma fachada lateral existe um escudo dos "Pazos de Proben".
A Igreja Paroquial de Santa Eulália de Ponte Caldelas se destaca pelo seu altar pétreo, obra do mestre D. Manuel González, autor também da fonte que se encontra na "Praza do Bispo", no centro da vila e do Calvário de Barbudo.
Também se destacam as igrejas da Insua, com um Via Crucis de pedra ao redor do átrio, e a igreja de Xustáns (conjunto de igreja e cemitério com outro cruzeiro).

### Capelas

#### Capela do Casteliño ou do Sagrado Coração de Jesus
Conta com uma vista panorâmica, que alcança a Ria de Pontevedra. A subida a esse monte se faz seguindo um Via Crucis de pedra. Conta a lenda que existe uma pegada do cavalo do Apóstolo Santiago em uma pedra das imediações.

#### Capela de San Vicente de Parada
Situada na proximidade de um rio, conta com restos de um sepulcro antropomorfo, e todos os anos se celebra uma romaria em sua honra.

#### Capela de Santa Comba de Rebordelo
Celebrase nela uma romaria na honra da padroeira.

#### Capela de Cristo Rei en Xustáns
Outra vista panorâmica, encontrando-se não muito longe dela petróglifos de quadrúpedes.
A riqueza monumental deste municípo é completada por cruzeiros e "petos de ánimas", assim como vários "pazos". Destaca-se o Pazo do Pombal de Tourón, fundado em 1688 por D. Pedro de Pazos Proben. Outro "pazo", também em Tourón, que corresponde à antiga Casa da Inquisição, ambos de propriedade privada atualmente.

## Paróquias

### Anceu
- Santo local: Santo André
- População: 279 (censo 2004)
- Lugares: Anceu, A Esfarrapada e Os Ramís

### Barbudo
- Santo local: Santa Maria
- População: 156 (censo 2004)
- Lugares: Barbudo

### Caritel
- Santo local: Santa Maria
- População: 421 (censo 2004)
- Lugares: Caritel, A Fraga, Coto e Pousa.

### Forzáns
- Santo local: San Fiz
- População: 216 (censo 2004)
- Lugares: Forzáns

### Insua
- Santo local: Santa Mariña
- População: 1209 (censo 2004)
- Lugares: Chaín, A Insua, Rebordelo, Regodobargo, Silvoso, A Roca e Covelo.

### Ponte Caldelas
- Santo local: Santa Eulália
- População: 2363 (censo 2004)
- Lugares: Ponte Caldelas, Caldelas, Gradín, Parada, Paradela, Laxoso de Arriba, Laxoso de Abaixo e Pazos.

### Taboadelo
- Santo local: Santiago
- População: 249 (censo 2004)
- Lugares: Taboadelo e Verdugo.

### Tourón
- Santo local: Santa Maria
- População: 1205 (censo 2004)
- Lugares: Buchabad, Contixe, Mirón, Tourón, Reigosa é Vilarchán.

### Xustáns
- Santo local: San Martiño
- População: 670 (censo 2004)
- Lugares: Aluncía, Baltar, Chan do Casal e Sobreiro.

## Festas Locais
Ao longo de toda a época estival pode-se encontrar por toda a geografia de Ponte Caldelas festas de diversos tipos; pois como soa ser tradicional em Galícia, cada povoado tem a sua própria festa em honra da sua padroeira. Estão aqui listadas as mais importantes, bem pela sua popularidade ou singularidade.

### A Festa daTruta
Último domingo do mês de maio - é a máis popular de Ponte Caldelas.
Nasceu no ano 1967 como iniciativa de um grupo de amigos que tinham compartida na comarca aficção à pesca de rio. Assim celebra-se no último fim de semana do mês de maio e, junto com as diversas celebracões lúdico-festivas, leva-se a cabo um Concurso de Pesca Internacional na modalidade de salmonidae.

### A Festas dos Dolores
Na vila de Ponte Caldelas o último fim de semana de agosto (durante quatro dias: sábado, domingo, segunda-feira e terça-feira). São as festas da padroeira do município e congregam numerosos visitantes, sobretudo na terça-feira, verbena que se prolonga até  a manhã do dia seguinte.

### A Romaria de Cristo Rei
Leva-se a cabo o primeiro domingo de julho em Xustáns.
O seu principal atrativo está nas esplêndidas paisagens que se podem contemplar desde a ermita do mesmo nome.

### A Romaria da Virgem da Saúde
Em Rebordelo celebra-se o domingo seguinte à Semana Santa e congrega muita gente devido à grande devoção que desperta.

### As Festas dos Dolores de Anceu
Em Anceu, destacada pela celebração de uma tradicional dança cuja origem remonta à época dos Celtas.

## Demografia
| Variação demográfica do município entre 1991 e 2004 | Variação demográfica do município entre 1991 e 2004 | Variação demográfica do município entre 1991 e 2004 | Variação demográfica do município entre 1991 e 2004 |
| --------------------------------------------------- | --------------------------------------------------- | --------------------------------------------------- | --------------------------------------------------- |
| 1991                                                | 1996                                                | 2001                                                | 2004                                                |
| 7833                                                | 6963                                                | 5921                                                | 6393                                                |

## Localização
O município de Ponte Caldelas situa-se numa zona geográfica de transição entre as montanhas do interior de Pontevedra e as ribeiras das Rías Baixas. É terra de mananciais e rios (Oitavén e Verdugo), de abruptas serras (A Fracha, Castrelada,...) e encaixados vales.
Os seus quase sete mil habitantes repartem-se em nove paróquias, estando o município enquadrado no Partido Judicial de Pontevedra e forma parte de uma comarca natural que se estende pelas encostas ocidentais da Serra do Suido.
Ponte Caldelas limita ao norte com Cotobade, ao sul com Fornelos de Montes e Soutomaior; a leste com A Lama e a oeste com Pontevedra
Da Corunha e Santiago chega-se a Pontevedra pela Autopista A-9 ou pela Estrada Nacional N-550. Em Pontevedra pela Estrada Comarcal PO-255 diretamente a Ponte Caldelas.
Distâncias
- Corunha (143 km)
- Santiago de Compostela (71 km)
- Pontevedra (13 km)
- Vigo (39 km)

Aeroporto mais próximo: Peinador, Vigo (40 km)